# پناهگاه صخره‌ای تنگ پشت وره زرد ۲
پناهگاه صخره‌ای تنگ پشت وره زرد ۲ مربوط به دوران پارینه‌سنگی جدید است و در شهرستان پل‌دختر، بخش مرکزی، دهستان ملاوی، روستای وره زرد واقع شده و این اثر در تاریخ ۱۵ دی ۱۳۸۷ با شمارهٔ ثبت ۲۴۲۷۶ به‌عنوان یکی از آثار ملی ایران به ثبت رسیده است.